# フェルナンド・サバテール
フェルナンド・フェルナンデス＝サバテール・マルティン（Fernando Fernández-Savater Martín, 1947年6月21日 - ）は、スペイン・サン・セバスティアン出身の哲学者・倫理学者。

## 経歴
1947年にギプスコア県サン・セバスティアンで生まれた。10年以上に渡りバスク州のバスク大学で倫理学の教授を務め、その後、マドリードのマドリード・コンプルテンセ大学の哲学の教授となった。
バスク地方のいくつかの組織でテロリズムとバスク・ナショナリズムに反対する平和希求活動を行っており、モビミエント・ポル・ラ・パス・イ・ラ・ノ・ビオレンシア、ヘスト・ポル・ラ・パス（平和を求める振る舞い）、フォロ・エルムア（エルムアの広場）、2000年にサハロフ賞を受賞した¡バスタ・ジャ!（もう十分だ!）などに参加しており、ハビエル・サダバらとともにテロリズムに反対の立場を取っている。2007年9月、中道の新政党である連合・進歩・民主主義(UPyD)の結党時には発起人のひとりとなった。2008年にはプラネータ賞を受賞し、2012年11月にはオクタビオ・パス賞の詩・随筆部門を受賞した。

## 思想
その思想は、フリードリヒ・ニーチェとエミール・シオラン、そしてバールーフ・デ・スピノザの影響のもとに形成されており、ホセ・オルテガ・イ・ガセット以来のスペインの「生の哲学」の系譜に連なる。また、緻密で重厚な哲学書よりも、鋭い箴言を織りまぜた軽妙なエッセイを数多く著しており、スペイン国内だけでなく、ヨーロッパ諸国やアメリカ合衆国においても幅広い読者層を得ている。また、新聞に執筆しているコラムも良く読まれている。自身を不可知論者、親英派、ヴォルテールの伝統の啓蒙活動の守護者と定義している。

## 著作
主要なものとして以下の著作がある。
- Nihilismo y acción (1970)
- La filosofía tachada (1972)
- Apología del sofista y otros sofismas (1973)

- Ensayo sobre Cioran (1974)
- Conocer Nietzsche y su obra (1977)
- Panfleto contra el Todo (1978)
- Caronte aguarda (1981)
- La tarea del héroe (1981)
- Invitación a la ética (1982)
- La infancia recuperada (1983)
  - 日本語訳『物語作家の技法 よみがえる子供時代』渡辺洋 訳, みすず書房, 1992年
- Sobre vivir (1983) 『生きることについて』
- Las razones del antimilitarismo y otras razones (1984)
- El contenido de la felicidad (1986)
- Ética como amor propio (1988)
- Ética para Amador (1991)
  - 日本語訳『エチカの探求 父が子に語る人間の生き方1』竹田篤司 訳, 河出書房新社, 1996年
- Política para amador (1992)
  - 日本語訳『ポリティカの探求 父が子に語る人間の生き方2』竹田篤司 訳,河出書房新社, 1997年
- Sin contemplaciones (1993)
- El jardín de las dudas (1993)
- Despierta y lee (1998)
- Las preguntas de la vida (1999)
- Perdonen las molestias (2001)
- Los diez mandamientos en el siglo XXI (2004)
- El Gran Laberinto (2005)
- Historia de la filosofía. Sin temor ni temblor (2009)